# Менделеево (Кунашир)
Менделе́ево — село на острове Кунашир.
Расположено в Южно-Курильском городском округе Сахалинской области России, в 16 км от Южно-Курильска.

## География
Село расположено посреди южной части Кунашира, у аэропорта Менделеево, у западной подошвы вулкана Менделеева. Все три названия даны в честь Менделеева Дмитрия Ивановича — великого русского ученого-химика.

## История
С 1855 года относилось к японскому княжеству Мацумаэ, переименованному в 1869 году в губернаторство Хоккайдо. До присоединения Курильских островов к СССР село называлось Токкаримуй.
В 1947 году село получило современное название.
В 2004 году преобразовано из посёлка в село Менделеево.

## Население
| 2002 | 2010 | 2021 |
| ---- | ---- | ---- |
| 63   | ↘40  | →40  |

По переписи 2002 года население — 63 человека (44 мужчины, 19 женщин). Преобладающая национальность — русские (55 %).

## Транспорт
В Менделеево расположен одноимённый аэропорт острова.